# Freeport (Texas)
Freeport is een plaats (city) in de Amerikaanse staat Texas, en valt bestuurlijk gezien onder Brazoria County.

## Geschiedenis
Freeport werd in november 1912 opgericht als een Europees-Amerikaanse nederzetting door de Freeport Sulfur Company. De plaats had toen 300 inwoners. Tegen 1929 was die bevolking echter gegroeid tot 3500 en tot 4100 in 1939, wat van invloed was op een gestage toename van de economische expansie in Freeport.
De meest substantiële economische groei van Freeport begon met de bouw van faciliteiten van Dow Chemical in de stad in 1939. Dit bedrijf is de grootste werkgever van de gemeenschap. Freeport heeft de grootste afzonderlijke productiesite van het bedrijf in de 21e eeuw.

## Demografie
Bij de volkstelling in 2000 werd het aantal inwoners vastgesteld op 12.708.
In 2006 is het aantal inwoners door het United States Census Bureau geschat op 12.603, een daling van 105 (-0.8%).

## Geografie
Volgens het United States Census Bureau beslaat de plaats een oppervlakte van
34,4 km², waarvan 30,8 km² land en 3,6 km² water. Freeport ligt op ongeveer 1 m boven zeeniveau.

## Plaatsen in de nabije omgeving
De onderstaande figuur toont nabijgelegen plaatsen in een straal van 12 km rond Freeport.